# قط (جنس)
السِّنَّور أو القط (الاسم العلمي: Felis) جنس من الحيوانات تنتمي للأسرة القطية، التي تسمل القطط المنزلية المألوفة وأقاربها البرية. تنتشر الأنواع البرية بنطاق واسع في جميع أنحاء أوروبا وجنوب آسيا ووسطها، وإفريقيا؛ أما القطط المنزلية فهي تقطن جميع أنحاء العالم.

## الأسماء
الهِرُّ والسِّنَّور والسُّنَّار والسُّنَار والضَّيْوَن والخَيدع والخَيطل والهَرس والدَّم والدِّمَة والمُخَدَِش والمُخادِش أو الشُّنَارى.

## الكِنى
أبو خداش وأبو غزوان وأبو شمَّاخ.